# Grand Prix Formule 1 van Japan 1977
De Grand Prix Formule 1 van Japan 1977 werd gehouden op 23 oktober 1977 in Fuji.

## Uitslag
| Positie | Nummer | Rijder              | Team               | Ronden | Tijd/Opgave     | Startplaats | Punten |
| ------- | ------ | ------------------- | ------------------ | ------ | --------------- | ----------- | ------ |
| 1       | 1      | James Hunt          | McLaren-Ford       | 73     | 1:31:51.68      | 2           | 9      |
| 2       | 12     | Carlos Reutemann    | Ferrari            | 73     | +1:02.45        | 7           | 6      |
| 3       | 4      | Patrick Depailler   | Tyrrell-Ford       | 73     | +1:06.39        | 15          | 4      |
| 4       | 17     | Alan Jones          | Shadow-Ford        | 73     | +1:06.61        | 12          | 3      |
| 5       | 26     | Jacques Laffite     | Ligier-Matra       | 72     | Geen benzine    | 5           | 2      |
| 6       | 16     | Riccardo Patrese    | Shadow-Ford        | 72     | +1 Ronde        | 13          | 1      |
| 7       | 8      | Hans Joachim Stuck  | Brabham-Alfa Romeo | 72     | +1 Ronde        | 4           |        |
| 8       | 19     | Vittorio Brambilla  | Surtees-Ford       | 71     | +2 Ronden       | 9           |        |
| 9       | 50     | Kunimitsu Takahashi | Tyrrell-Ford       | 71     | +2 Ronden       | 22          |        |
| 10      | 20     | Jody Scheckter      | Wolf-Ford          | 71     | +2 Ronden       | 6           |        |
| 11      | 52     | Kazuyoshi Hoshino   | Kojima-Ford        | 71     | +2 Ronden       | 11          |        |
| 12      | 9      | Alex Ribeiro        | March-Ford         | 69     | +4 Ronden       | 23          |        |
| NF      | 6      | Gunnar Nilsson      | Lotus-Ford         | 63     | Versnellingsbak | 14          |        |
| NF      | 22     | Clay Regazzoni      | Ensign-Ford        | 43     | Motor           | 10          |        |
| NF      | 7      | John Watson         | Brabham-Alfa Romeo | 29     | Versnellingsbak | 3           |        |
| NF      | 2      | Jochen Mass         | McLaren-Ford       | 28     | Motor           | 8           |        |
| NF      | 23     | Patrick Tambay      | Ensign-Ford        | 14     | Motor           | 16          |        |
| NF      | 3      | Ronnie Peterson     | Tyrrell-Ford       | 5      | Ongeluk         | 18          |        |
| NF      | 11     | Gilles Villeneuve   | Ferrari            | 5      | Ongeluk         | 20          |        |
| NF      | 27     | Jean-Pierre Jarier  | Ligier-Matra       | 3      | Motor           | 17          |        |
| NF      | 5      | Mario Andretti      | Lotus-Ford         | 1      | Botsing         | 1           |        |
| NF      | 51     | Noritake Takahara   | Kojima-Ford        | 1      | Botsing         | 19          |        |
| NF      | 18     | Hans Binder         | Surtees-Ford       | 1      | Botsing         | 21          |        |

## Statistieken
| Pole-position | Mario Andretti | Lotus-Ford | 1:12.23 |
| Snelste ronde | Jody Scheckter | Wolf-Ford  | 1:14.30 |

## Noot
- Dit was het debuut van de Japanse coureur Kunimitsu Takahashi.
- Tweehonderdste Grand Prix-start voor een Australische coureur.
- Vijfde snelste ronde voor Jody Scheckter en voor een Zuid-Afrikaanse coureur.
- Tiende (en laatste) Grand Prix-winst voor James Hunt.
- Tweede wereldtitel voor Niki Lauda en derde wereldtitel voor een Oostenrijkse coureur.

1976 · 1977 · 1987 · 1988 · 1989 · 1990 · 1991 · 1992 · 1993 · 1994 · 1995 · 1996 · 1997 · 1998 · 1999 · 2000 · 2001 · 2002 · 2003 · 2004 · 2005 · 2006 · 2007 · 2008 · 2009 · 2010 · 2011 · 2012 · 2013 · 2014 · 2015 · 2016 · 2017 · 2018 · 2019 · 2022 · 2023 · 2024 · 2025